# Bretagne (paquebot de 1951)
Pour les autres navires du même nom, voir Bretagne (navire).

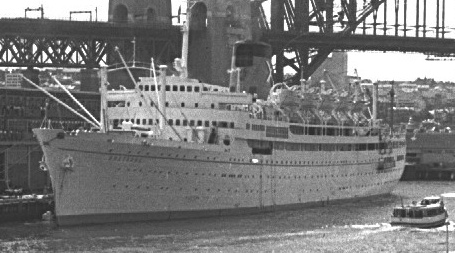
Paquebot Bretagne

Bretagne est un paquebot transatlantique de la compagnie Société générale des transports maritimes (SGTM) construit en 1951 aux Chantiers de  Penhoët à Saint-Nazaire. 
Jaugeant 20 000 tonneaux, il a été exploité sur la ligne France — Amérique du Sud en alternance avec le paquebot Provence. Devenu RHMS Brittany en 1962, il brûle en 1963.